# Kes van Dongen
Kes van Dongen (Cornelius Theodoriks Maria van Dongen; 26. januar 1877, Delfshafen u predgrađu Roterdama — 28. maj 1968, Monte Karlо) bio je holandski slikar, grafičar i vajar koji je uglavnom živeo u Francuskoj i spadao je u foviste.

## Kratka biografija i delo
Od impresionizma je dospeo pojednostavljivanjem i rafinovanjem formi koje su uspele, skupa sa dopadljivim koloritom, da od njega naprave obljubljenog konvencionalnog slikara pariskog pomodnog sveta.Poznat je jednostavno kao van Dongen i prvenstveno kao slikar sa smislom za portretiranje.
Rođen je u Delfshafenu u predgrađu Roterdama 1877. godine. 1892. godine sa svojih 16 godina on je pohađao studije Kraljevske akademije za lepe umetnosti u Roterdamu. Van Dongen je došao u Pariz 1897. godine ostao tu nekoliko meseci i zatim se tu i nastanio i radio za različite satirične časopise kao L' Assette au beure. 1908. godine izlagao je u Saloni nezavisnih a 1908. godine postaje član umetničke avangardne grupe Most u Drezdenu u Nemačkoj koja je obeležila savremeno slikarstvo.
Van Dongenov motiv bile su žene, igračice, modeli iz Pariskog pomodnog sveta u kome se on kretao i bio je u tim krugovima poznat. Karakteristike njegovih dela su bile poklanjanje pažnje na perspektivu, pojednostavljavanje formi, dobro baratanje četkicom, upotreba živih boja koje su karakteristične za fovizam. Bio je poznat po slikanje portreta žena, po senzualnim aktovima u živim kontrastnim komplementarno odabranim bojama za svoje kompozicije. 1958. godine je napravio i portret Brižite Bardo.
Umro je kod kuće u Monte Karlu 1968. godine.

## Literatura
- VSN ČS akademia vied, Praha 1966.
- Maxers Lexikon ONLINE,
- hr/de Wikipedia članak Kees van Dongen
- Rudolf Engers , Het kleurrijke leven van Kees van Dongen. 2002. ISBN 978-90-5594-266-4. Scriptum Art.
- Gaston Diehl, "Van Dongen", Crown Publishers, Inc, New York.
- Galerija Kees Van Dongena  Архивирано на веб-сајту  (21. април 2007)

## Spoljašnje veze
- Kees Van Dongen Gallery Архивирано на веб-сајту  (21. април 2007)
- Rudolf Engers , Het kleurrijke leven van Kees van Dongen. 2002. ISBN 978-90-5594-266-4. Scriptum Art.
- Gaston Diehl, "Van Dongen", Crown Publishers, Inc, New York.